# میکی کوزوکا
میکی کوزوکا (انگلیسی: Miki Kozuka؛ زادهٔ ۱۳ ژانویهٔ ۱۹۹۶) بازیکن هاکی روی چمن زن اهل ژاپن است.